# Steve Holcombe
Steve Holcombe   (Barnstaple, 16 de maig de 1994) és un pilot d'enduro anglès que ha estat deu vegades Campió del Món entre el 2016 i el 2023 (dues en categoria E2, quatre en E3 i quatre en l'absoluta, EnduroGP), totes elles com a pilot oficial de Beta. El 2022 va formar part de l'equip britànic que va guanyar el trofeu als ISDE, celebrats a Lo Puèi de Velai.
Juntament amb el també anglès Brad Freeman, Holcombe ha estat un dels pilots més reeixits del tombant la dècada del 2010.

## Palmarès
Font:
- 2016
  - Campió del món d'Enduro 3
- 2017
  - Campió del món d'Enduro 3
  - Campió del món d'EnduroGP
- 2018
  - Campió del món d'Enduro 3
  - Campió del món d'EnduroGP
  - Campió d'Itàlia
- 2019
  - Campió del món d'Enduro 3
- 2020
  - Campió del món d'Enduro 2
  - Campió del món d'EnduroGP
  - Campió d'Itàlia
- 2022
  - Membre de l'equip guanyador del Trofeu als ISDE
- 2023
  - Campió del món d'Enduro 2
  - Campió del món d'EnduroGP
  - Campió d'Itàlia